# 吳智昊
吳智昊（韓語：오지호，1976年4月14日—）。韓國男演員、模特兒。1998年，通過Cafe Latte廣告出道。

## 演藝經歷
2006年，因演出《幻想的情侶》人氣急升，一躍成為韓國一線演員。2007年1月，當時交往2年的女友主动提出分手后上吊自殺，吴智昊在電視節目接受訪問時，曾一度落淚。而后某电视台称得到死者母亲和其他亲属的同意，进入其房间进行拍摄，并公开有关吴智昊的私人物品，引起公众的不满与声讨。經歷此事後，吳智昊情緒十分低落，停止所有工作，外出旅游并休息將近半年，才接拍新劇。
2008年至今，他主演的《愛情殺手吳水晶》、《贤内助女王》、《推奴》等电视剧都受到好评。除發展演藝事業，2010年更與3名朋友合作經營的線上泡菜店「男子泡菜」。

## 個人生活
2014年4月，吳智昊與交往2年的圈外女友步入婚姻。2015年底經紀公司表示其妻已產下一女，母女均安。

## 影視作品

### 電視劇
- 2001年：KBS《Cool》
- 2002年：MBC《告白》
- 2002年：MBC《羅曼史閒嗑牙》
- 2002年：MBC《女兒們 飛呀》
- 2002年：SBS《男與女 - 給無道先生》
- 2003年：SBS《刑事》
- 2003年：KBS2《Drama City－揮揮手帕》
- 2004年：KBS《第二次求婚》
- 2005年：MBC《我美麗的理髮廳》
- 2005年：MBC《新進社員》飾演 李奉三
- 2005年：MBC《秋日驟雨》飾演 崔潤宰
- 2006年：KBS《感謝人生》
- 2006年：MBC《幻想情侶》飾演 張哲秀
- 2007年：SBS《愛情殺手吳水晶》飾演 高萬秀
- 2008年：KBS《單身爸爸戀愛中》飾演 江風浩
- 2008年：KBS《親親老爸》飾演 徐賢俊（客串）
- 2009年：MBC《賢內助女王》飾演 溫達修
- 2010年：KBS《推奴》飾演 宋太河
- 2010年：KBS《逃亡者Plan.B》（客串第1集）
- 2012年：WOWOW《六個陌生人》飾演 朴泰賢／朴宇勛
- 2012年：tvN《第三醫院》飾演 金承賢
- 2013年：KBS《職場之神》飾演 張奎直
- 2013年：tvN《籃球》（客串）
- 2014年：OCN《能看見鬼的警察處容》飾演 尹處容
- 2015年：JTBC《下女們》飾演 無名／李非
- 2015年：OCN《能看見鬼的警察處容2》飾演 尹處容
- 2015年：SBS《深夜食堂》飾演 成均
- 2016年：MBC《My Little Baby》飾演 車政韓
- 2016年：KBS《Oh My 錦朏》飾演 毛輝哲
- 2018年：SBS《能先接吻嗎？》飾演 恩京秀
- 2019年：KBS《為何那樣，奉尚先生》飾演 李真尚
- 2019年：tvN《德魯納酒店》飾演 具燦星父親(客串)
- 2019年：MBC《沒有第二次》飾演 甘奉基
- 2023年：Channel A《假面的女王》飾演 崔江厚
- 2024年：KBS《幻像戀歌》飾演 延風學
- 2025年：Why Not Media《許食堂》飾演 刺客 / 姜刑警

### 電影
- 2000年：《까》飾 別班的進修生
- 2000年：《美人》（又名：《韩国情人》、《爱的躯壳》、《La Belle》，主演：李智贤、吴智昊）
- 2001年：《I love you》（主演：金南珠、吴智昊、李瑞镇）
- 2003年：《銀妝刀》（又名：《笑女藏刀》，主演：申爱、吴智昊）
- 2004年：《我爱天上人间》（又名：30分钟恋爱，主演：吴镇宇、袁咏仪、吴智昊、林心如、陆毅）
- 2006年：《我的老婆是大佬3》（主演：李凡秀、吴智昊、舒淇）
- 2011年：《7號禁地》飾演 金東秀
- 2012年：《俠盜冰團》飾演 白東脩
- 2014年：《無禮的她，挑剔的他》
- 2014年：《高跟鞋（朝鲜语：하이힐 (2014년 영화)）》飾演 李碩
- 2015年：《戀愛的味道》飾演 王盛基
- 2015年：《愛爾蘭 - 時間之島（朝鲜语：아일랜드 - 시간을 훔치는 섬）》飾演 K
- 2016年：《對決》飾演 在熙
- 2017年：《咖啡伴侶》
- 2018年：《嫉妒的歷史》飾演 元浩
- 2019年：《太白拳宗師（朝鲜语：태백권）》飾演 成俊

### MV
- 恩信《悲愛》
- 志胤《你走吧》
- Boowhal《Lieblich》
- J《8318》
- 朴其英《散步》
- Phoenix
- 趙冠宇《Memories》
- Jessica & 金旼鍾《Love You For All Time》
- 2005年：V.O.S《時間限制》
- 2007年：崔賢俊（Duet With Monday Kiz 進成）《我現在》
- 2009年：李承哲《告白》
- 2010年：T-MAX《能告訴你的話》（與尹素怡）
- 2011年：白智榮《普通》
- 2013年：Mando&Chigi（Feat.朴娜萊 of SPICA）《雙方過失》

## 綜藝節目
- 2009年：KBS《天下无敌棒球团》
- 2016年：SBS《叢林的法則》巴拿馬篇
- 2016年：MBC《Section TV 演藝通信》
- 2016年：KBS《超人回來了》第129-162集
- 2018年：MBC《真正的男人300》

## 獲獎列表
- 2004年：KBS演技大賞男配角獎（第二次求婚）
- 2006年：MBC演技大賞迷你劇部門男子演技優秀獎（幻想的情侶）
- 2006年：MBC演技大賞男子人氣獎
- 2006年：MBC演技大賞最佳情侶獎（與韓藝瑟）（幻想的情侶）
- 2007年：SBS演技大賞十大明星獎
- 2007年：第24届最佳着装奖最佳着装奖
- 2009年：亚洲模特奖模特明星奖
- 2010年：KBS演技大賞中篇電視劇男子優秀演技獎（推奴）
- 2013年：KBS演技大賞迷你劇部門男子優秀演技獎（職場之神）
- 2013年：KBS演技大賞最佳情侶獎（與金惠秀）（職場之神）

## 外部連結
- 吳智昊在NAVER上的资料
- 吳智昊在韩国电影数据库（KMDb）上的資料（韓語）
- 吳智昊在互联网电影资料库（IMDb）上的資料（英文）
- 吳智昊在豆瓣上的资料（简体中文）